# Зубков, Андрей Юрьевич

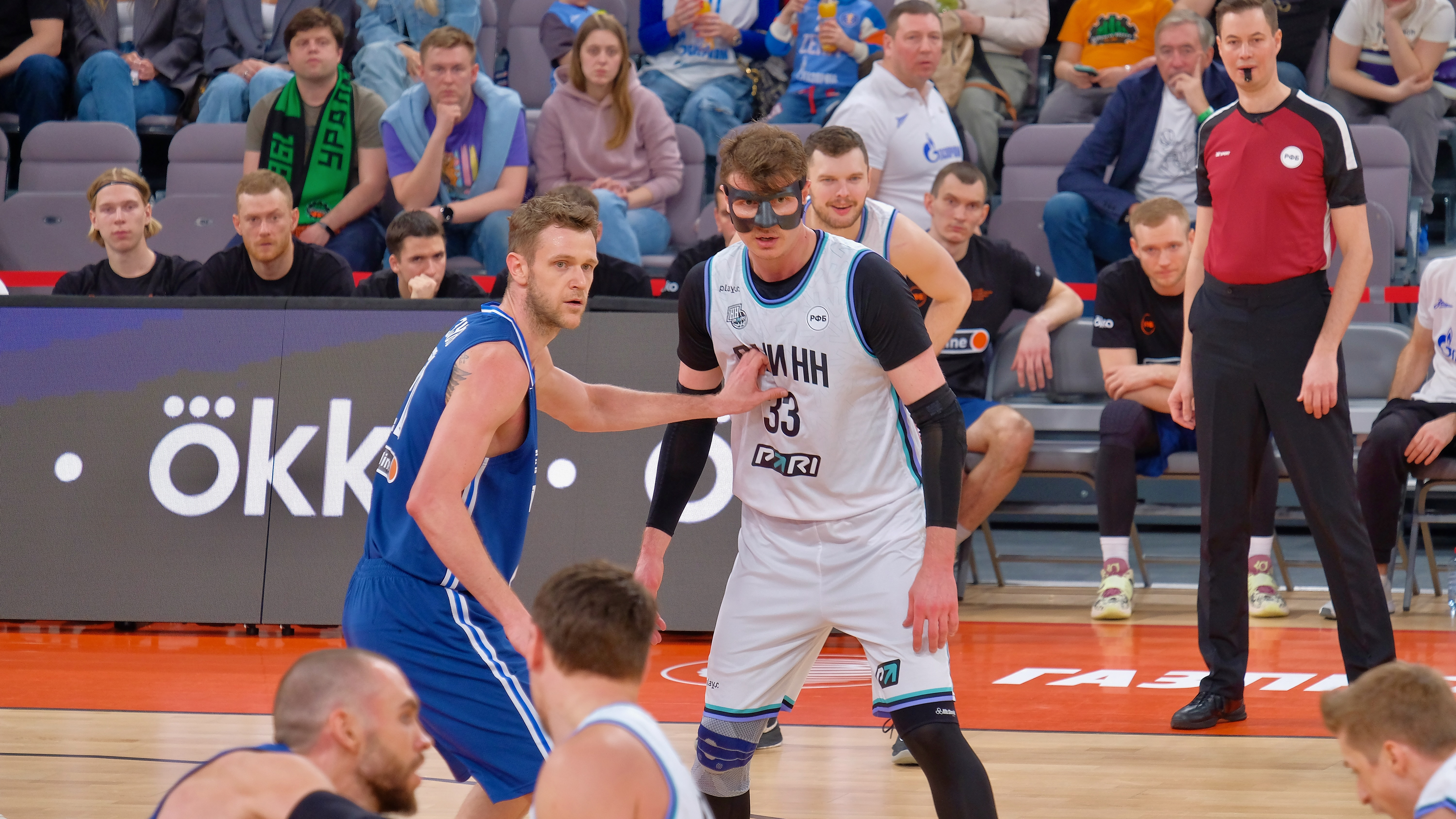
В защите против Андрея Воронцевича

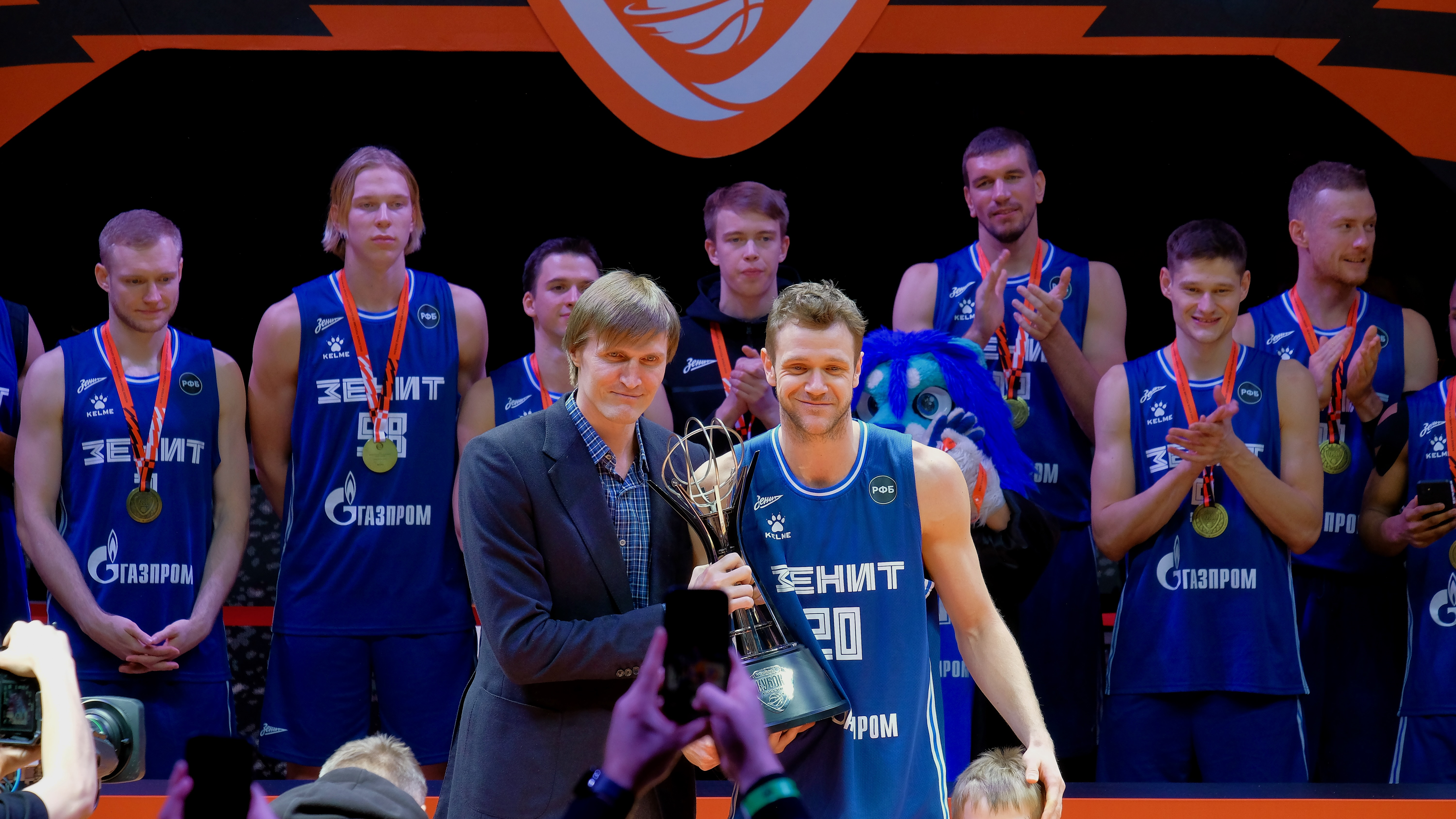
Зубков получает из рук Андрея Кириленко Кубок России 2023/2024

Андре́й Ю́рьевич Зубко́в (род. 29 июня 1991, Челябинск, СССР) — российский профессиональный баскетболист, играющий на позиции тяжёлого форварда.

## Ранние годы
Родился и вырос в Челябинске. Жил на улице 250-летия Челябинска напротив ледовой арены «Трактор». В баскетбольную секцию пристроила тётя, занимавшаяся баскетболом. На юношеском уровне выступал за команду «Динамо-Теплострой».

## Карьера
В возрасте 18 лет Андрей Зубков переехал в Краснодар из родного Челябинска и пополнил состав дубля «Локомотив-Кубань». В 2010 и 2011 годах Андрей стал победителем Первенства России U23, а также дебютировал в составе основной команды «Локомотив-Кубань». В финальном матче молодёжного чемпионата-2010/11 против ЦСКА-2 Зубков провёл на площадке все 40 минут и сделал дабл-дабл (15 очков, 11 подборов).
В ноябре 2012 года подписал контракт на 4 года с краснодарским клубом.
В сезоне 2012/2013 стал победителем Еврокубка и финалистом Единой лиги ВТБ. В своём дебютном полноценном сезоне на профессиональном уровне Зубков отыграл 57 матчей в рамках ПБЛ, Единой лиги ВТБ и Еврокубка, набирая в среднем более 4 очков во всех трёх турнирах.
В июне 2013 года принял участие в престижном международном лагере для молодых талантов ADIDAS Eurocamp.
В сезоне 2013/2014 Зубков сыграл в 21 матче Единой лиги ВТБ, проводя на паркете в среднем по 12 минут и набирая 4 очка и 1,5 подбора. В Евролиге также провёл 21 игру, получая в среднем 8 минут игрового времени и набирая 3,7 очка и 1 подбор. По окончании сезона Андрей подписал новый трёхлетний контракт.
В сезоне 2016/2017 Зубков стал капитаном «Локомотив-Кубань».
В декабре 2016 года был признан «Самым ценным игроком» месяца в Единой лиге ВТБ. В 3 матчах Андрей в среднем набирал по 14 очков, 6 подборов и 2,3 передачи. В бронзовом матче «Финала четырёх» Евролиги против «Басконии» Зубков записал на свой счёт 11 очков и вместе с российским клубом завоевал медали главного турнира Европы.
Летом 2017 года покинул клуб по истечении контракта в статусе лидера «Локо» по количеству сыгранных матчей (270). Этот клубный рекорд по-прежнему принадлежит Зубкову. Позже игрок признался, что одной из причин не продлевать соглашение с «Локомотив-Кубань» после 8 лет в Краснодаре был конфликт с президентом клуба Андреем Ведищевым, который случился в ходе матча серии плей-офф Единой лиги ВТБ 2017 против УНИКСа.
В июне 2017 года Зубков перешёл в «Химки». За 2 сезона в составе подмосковного клуба Андрей дважды становился серебряным призёром Единой лиги ВТБ.
30 октября 2018 года, для поддержания формы и игрового тонуса, Зубков принял решение сыграть домашнюю игру за фарм-команду — «Химки-Подмосковье». В матче Суперлиги-1 против «Университета-Югра» (72:81) Андрей набрал 21 очко и 18 подборов.
В июне 2019 года Зубков подписал 3-летний контракт с «Зенитом». В сезоне 2022/2023 Зубков стал капитаном «Зенита».

## Сборная России
Летом 2013 года, в составе студенческой сборной России, Зубков стал победителем Универсиады в Казани. По итогам турнира Андрей был включён в символическую сборную турнира.
В июне 2014 года Зубков был вызван на сбор мужской сборной России для подготовки к квалификационным играм со сборными Италии и Швейцарии за право участия в чемпионате Европы по баскетболу-2015. По окончании сборов Зубков вошёл в окончательный состав национальной команды.
В 2015 году в составе главной сборной принял участие в Евробаскете-2015. Из-за кадровых проблем в команде Зубков был призван исполнять несвойственную ему роль центрового. Несмотря на это, он стал вторым в составе по результативности, набирая в среднем 12,2 очка. В ходе матча против сборной Боснии Зубков оказался участником инцидента на скамейке запасных российской команды. Главный тренер Евгений Пашутин в тайм-ауте жёстко высказался в адрес Андрея с использованием нецензурной брани, что было отчётливо слышно в телетрансляции. Сборная России, на момент тайм-аута уступавшая со счётом 18:7, в итоге одержала победу (81:61), а Зубков, завершивший первую половину безрезультативно, стал самым полезным игроком встречи с 17 очками и 7 подборами.
В 2017 году сыграл на Евробаскете-2017, набирая в среднем 5,8 очка за матч и делая 2,1 подбора за 14,6 минуты.
В ноябре 2017 года Зубков был вызван на сбор для подготовки к отборочным играм на чемпионат мира-2019.
В июне 2019 года Зубков попал в список кандидатов на участие в сборе перед Чемпионатом мира-2019. По итогам сборов главный тренер команды Сергей Базаревич включил Зубкова в состав. В Китае форвард проводил на паркете в среднем 22,9 минуты, набирая 9,4 очка, 4,2 подбора, 2,4 передачи.
В январе 2020 года Зубков был включён в расширенный состав сборной России на отборочные игры Евробаскета-2021.
В ноябре 2021 года Зубков был включён в расширенный состав сборной России для участия в подготовке к матчам квалификации Кубка мира-2023 со сборными Италии и Исландии.

## Личная жизнь

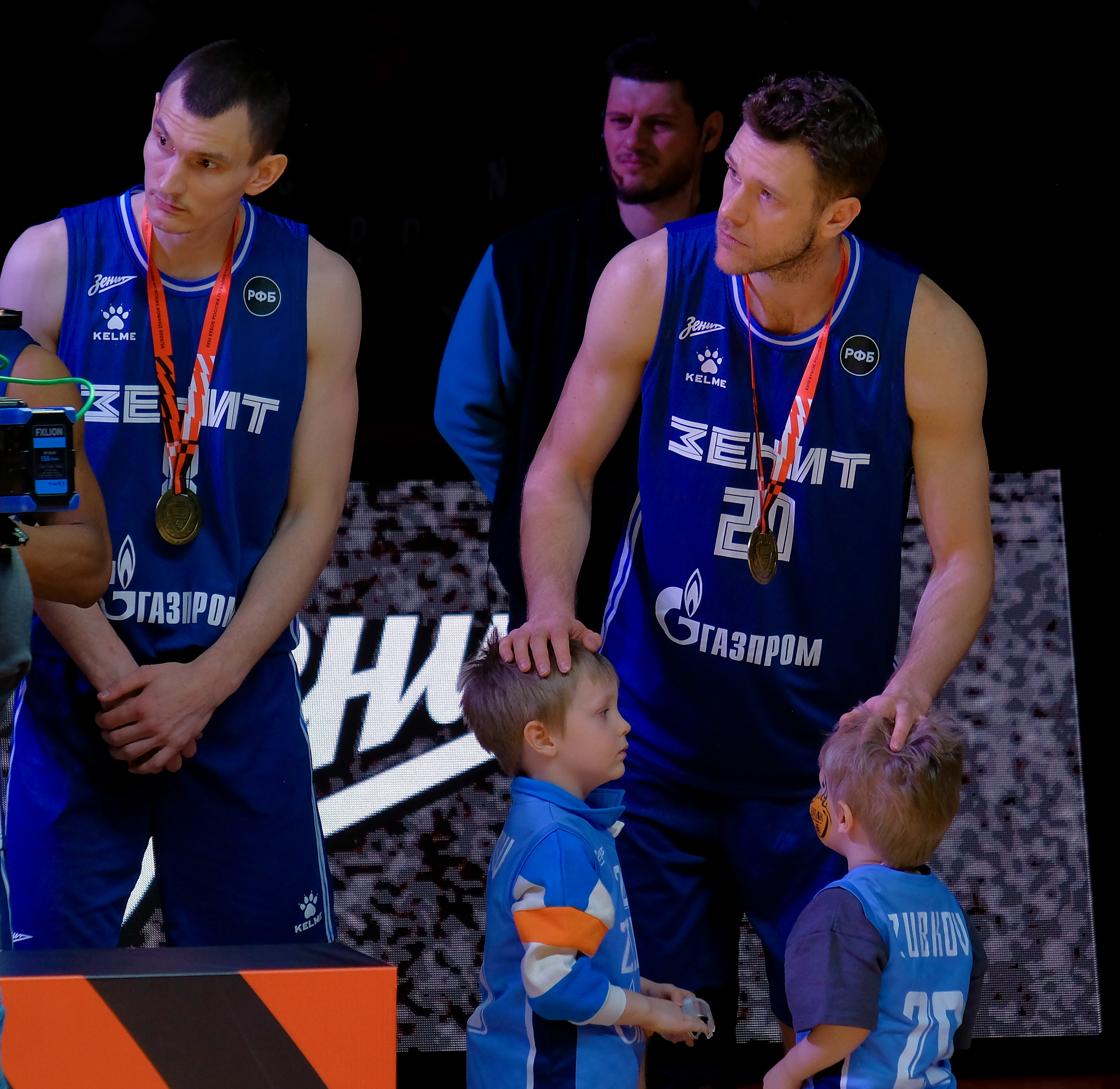
Зубков с сыновьями на награждении золотыми медалями Кубка России 2023/2024

Перевёз родителей из Челябинска в Краснодарский край, купив им дом в Витязево.
20 декабря 2017 года, Андрей Зубков сделал предложение своей девушке Дане Борисенко в большом перерыве матча Евролиги с «Анадолу Эфес» (86:68). Дана ответила согласием и приняла кольцо. Позже Андрей и Дана расстались. Свадьба так и не состоялась.
С 2019 года встречается с Мариной Григорьевой-Аполлоновой, на тот момент женой Андрея Григорьева-Аполлонова. 5 декабря 2019 пара объявила о помолвке. Свадьба состоялась 28 декабря 2019 года. 2 января 2020 года пара объявила, что в скором времени ожидают пополнения в семье. 12 января 2020 года у них родился сын Александр (вес 4 кг, рост 57 см).
Зубков называет себя сникерхедом, его коллекция кроссовок насчитывает более 250 пар.

## Достижения

### Клубные
- Бронзовый призёр Евролиги: 2015/2016
- Обладатель Еврокубка: 2012/2013
- Чемпион Единой лиги ВТБ: 2021/2022
- Серебряный призёр Единой лиги ВТБ (3): 2012/2013, 2017/2018, 2018/2019
- Бронзовый призёр Единой лиги ВТБ (2): 2020/2021, 2023/2024
- Обладатель Суперкубка Единой лиги ВТБ (2): 2022, 2023
- Серебряный призёр Суперкубка Единой лиги ВТБ: 2021
- Чемпион России: 2021/2022
- Серебряный призёр чемпионата России (2): 2017/2018, 2018/2019
- Бронзовый призёр чемпионата России (3): 2011/2012, 2020/2021, 2023/2024
- Серебряный призёр Кубка России (2): 2013/2014, 2022/2023
- Бронзовый призёр Кубка России: 2024/2025

### Сборная России
- Победитель Универсиады: 2013

## Статистика
| Сезон                                                                                   | Команда          | Лига            | GP  | GS | MPG  | FG%  | 3P%  | FT%   | RPG | APG | SPG | BPG | PPG |  |
| 2011/12                                                                                 | Все клубы        | Все лиги        | 2   | 0  | 6,9  | 25,0 | 0,0  | 50,0  | 0,5 | 0,0 | 0,0 | 0,0 | 1,5 |  |
| 2011/12                                                                                 | Локомотив-Кубань | ПБЛ             | 1   | 0  | 12,4 | 25,0 | 0,0  | 50,0  | 1,0 | 0,0 | 0,0 | 0,0 | 3,0 |  |
| 2011/12                                                                                 | Локомотив-Кубань | Единая лига ВТБ | 1   | 0  | 1,4  | 0,0  | 0,0  | 0,0   | 0,0 | 0,0 | 0,0 | 0,0 | 0,0 |  |
| 2012/13                                                                                 | Все клубы        | Все лиги        | 51  | 17 | 15,8 | 44,2 | 39,1 | 69,2  | 2,2 | 0,6 | 0,4 | 0,1 | 4,4 |  |
| 2012/13                                                                                 | Локомотив-Кубань | Единая лига ВТБ | 28  | 12 | 16,8 | 42,3 | 37,8 | 66,7  | 2,1 | 0,6 | 0,5 | 0,2 | 4,4 |  |
| 2012/13                                                                                 | Локомотив-Кубань | ПБЛ             | 17  | 9  | 19,6 | 43,8 | 29,0 | 55,6  | 2,7 | 1,0 | 0,5 | 0,1 | 5,2 |  |
| 2012/13                                                                                 | Локомотив-Кубань | Кубок Европы    | 14  | 2  | 12,6 | 50,0 | 56,3 | 77,8  | 1,9 | 0,4 | 0,1 | 0,1 | 4,5 |  |
| 2013/14                                                                                 | Все клубы        | Все лиги        | 42  | 3  | 10,1 | 42,4 | 42,9 | 69,6  | 1,3 | 0,5 | 0,3 | 0,1 | 3,8 |  |
| 2013/14                                                                                 | Локомотив-Кубань | Евролига        | 21  | 0  | 8,2  | 40,0 | 48,1 | 64,0  | 1,0 | 0,5 | 0,4 | 0,2 | 3,7 |  |
| 2013/14                                                                                 | Локомотив-Кубань | Единая лига ВТБ | 21  | 3  | 12,0 | 44,8 | 36,4 | 74,2  | 1,5 | 0,6 | 0,3 | 0,0 | 4,0 |  |
| 2014/15                                                                                 | Все клубы        | Все лиги        | 54  | 1  | 10,8 | 44,6 | 28,4 | 82,8  | 1,5 | 0,6 | 0,2 | 0,1 | 3,5 |  |
| 2014/15                                                                                 | Локомотив-Кубань | Единая лига ВТБ | 34  | 1  | 10,4 | 46,9 | 28,2 | 100,0 | 1,4 | 0,6 | 0,2 | 0,1 | 3,4 |  |
| 2014/15                                                                                 | Локомотив-Кубань | Кубок Европы    | 20  | 0  | 11,5 | 41,2 | 28,6 | 66,7  | 1,6 | 0,6 | 0,1 | 0,0 | 3,7 |  |
| 2015/16                                                                                 | Все клубы        | Все лиги        | 62  | 9  | 13,6 | 51,6 | 37,4 | 76,9  | 2,2 | 0,9 | 0,3 | 0,0 | 5,5 |  |
| 2015/16                                                                                 | Локомотив-Кубань | Единая лига ВТБ | 32  | 9  | 16,3 | 51,2 | 38,5 | 77,4  | 2,4 | 1,3 | 0,4 | 0,0 | 6,7 |  |
| 2015/16                                                                                 | Локомотив-Кубань | Евролига        | 30  | 0  | 10,8 | 52,1 | 35,7 | 76,2  | 1,9 | 0,5 | 0,1 | 0,0 | 4,3 |  |
| 2016/17                                                                                 | Все клубы        | Все лиги        | 47  | 13 | 23,2 | 45,6 | 30,2 | 71,3  | 3,9 | 1,1 | 0,5 | 0,2 | 8,2 |  |
| 2016/17                                                                                 | Локомотив-Кубань | Единая лига ВТБ | 30  | 8  | 23,4 | 45,0 | 32,5 | 70,8  | 4,2 | 1,3 | 0,6 | 0,3 | 8,4 |  |
| 2016/17                                                                                 | Локомотив-Кубань | Кубок Европы    | 17  | 5  | 22,7 | 46,6 | 25,6 | 72,2  | 3,4 | 0,8 | 0,3 | 0,1 | 7,8 |  |
| 2017/18                                                                                 | Все клубы        | Все лиги        | 34  | 5  | 12,7 | 43,8 | 26,7 | 53,5  | 2,0 | 0,8 | 0,3 | 0,1 | 4,4 |  |
| 2017/18                                                                                 | Химки            | Единая лига ВТБ | 19  | 4  | 14,6 | 45,3 | 22,2 | 56,3  | 2,1 | 1,1 | 0,4 | 0,1 | 5,4 |  |
| 2017/18                                                                                 | Химки            | Евролига        | 15  | 1  | 10,3 | 40,9 | 33,3 | 45,5  | 1,9 | 0,3 | 0,1 | 0,0 | 3,1 |  |
| 2018/19                                                                                 | Все клубы        | Все лиги        | 57  | 33 | 16,8 | 53,0 | 32,0 | 78,1  | 2,3 | 1,3 | 0,6 | 0,2 | 5,4 |  |
| 2018/19                                                                                 | Химки            | Единая лига ВТБ | 32  | 15 | 17,7 | 55,0 | 35,6 | 78,6  | 2,3 | 1,5 | 0,6 | 0,2 | 6,0 |  |
| 2018/19                                                                                 | Химки            | Евролига        | 25  | 18 | 15,7 | 50,0 | 26,7 | 77,3  | 2,2 | 1,0 | 0,7 | 0,1 | 4,5 |  |
| 2019/20                                                                                 | Все клубы        | Все лиги        | 20  | 10 | 18,4 | 43,1 | 30,4 | 81,2  | 2,9 | 1,1 | 0,2 | 0,3 | 6,0 |  |
| 2019/20                                                                                 | Зенит            | Единая лига ВТБ | 8   | 6  | 22,5 | 52,8 | 38,1 | 80,0  | 3,9 | 1,5 | 1,5 | 0,9 | 9,0 |  |
| 2019/20                                                                                 | Зенит            | Евролига        | 12  | 4  | 15,7 | 33,9 | 24,0 | 83,3  | 2,3 | 0,9 | 0,2 | 0,3 | 4,1 |  |
|                                                                                         |                  | Всего           | 369 | 91 | 15,0 | 46,8 | 33,3 | 72,3  | 2,2 | 0,9 | 0,4 | 0,1 | 5,1 |  |
| Наведите курсор мыши на аббревиатуры в заголовке таблицы, чтобы прочесть их расшифровку |                  |                 |     |    |      |      |      |       |     |     |     |     |     |  |